# Les Morfalous
Les Morfalous är en fransk-tunisisk äventyrsfilm från 1984 i regi av Henri Verneuil.
Filmen är en nyinspelning av den amerikanska filmen Kellys hjältar.

## Rollista i urval
- Jean-Paul Belmondo - sergent Pierre Augagneur
- Michel Constantin - adjudant Edouard Mahuzard
- Jacques Villeret - brigadier Béral
- Michel Creton - legionär Boissier
- Maurice Auzel - legionär Borzik
- Marie Laforêt - Hélène de La Roche-Fréon
- François Perrot - François de La Roche-Fréon
- Matthias Habich - Oberstleutnant Karl Brenner